# Flemming (adelsätt)
Ej att förväxla med svenska adelsätten Fleming.
Flemming är en riksgrevlig tysk adelsätt från Pommern i Tyskland.
Denna tyska ätt som sannolikt har regionalt ursprung från Flandern eftersom namnet betyder Flamländsk, är känd från  Ostsiedlung, invandringen och kolonisationen av tysktalande folk i slaviska områden i nuvarande nordöstra Tyskland på 1200-talet. Band dessa befann sig många flamländare som efter grundadet av Markgrevskapet Brandenburg 1157 bosatte sig i området i samband med den tyska kolonisationen av områdena öster om Elbe och har gett namn åt höglandet Fläming i sydvästra Brandenburg samt östra Sachsen-Anhalt.
Efternamnet Fleming är alltså känt från olika släkter i olika regioner utan att dessa har ett gemensamt ursprung. Den svenska ätten Fleming, som kom till Sverige från Pommern under 1300-talet har inte kunnat beläggas ha gemensamt ursprung och de båda ätterna har olika vapensköldar, och inte heller den skotska ätten Lord Fleming förefaller ha någon koppling till tyska ätten von Flemming.
Den först kända av denna ätt Flemming är Henricus Flemmingus zu Havelberg som nämns år 1209 i en urkund, men som äldsta kända stamfar i dokumenterade genealogier räknas den år 1281 omnämnde marskalken i Pommern Thamm von Flemming, vilken i början av 1300-talet sålde godset Stepnitz vid floden Oders östra strand, och första gången släktvapnet avbildas är när hans son Konrad använder det år 1319.
Deras närmaste ättlingar delade sig i två regionala grenar, Kamminer och Wolliner och lade så mycket land under sig, att Kamminer Kreis också kallades  Flemmingscher Kreis.  
Från slutet av 1600-talet hade flera medlemmar höga positioner inom den Brandenburgska adelseliten, däribland fältmarskalken Heino Heinrich von Flemming (1632-1706) och hans söner och närmaste släktingar befordrades till generaler och marskalker under kung August den starke.
På 1700-talet upphöjdes en gren till riksgreve och spred sig till Kurfurstendömet Sachsen, Thüringen och Polen och samtliga idag levande ättlingar tillhör denna gren, vilken kallas Flemming-Benz. 
Ätten Flemming ägde ett betydande antal stora gods, av vilka de mest betydande var Putzkau, Schloss Lichtenwalde, Nebra, Slawentzitz Hermsdorf, Matzdorf, Basenthin, Paatzig, Boeck, Benz, Schnatow und Nemitz. Till deras äldsta egendom räknas Marthentin, Hoff och Schwirsen.

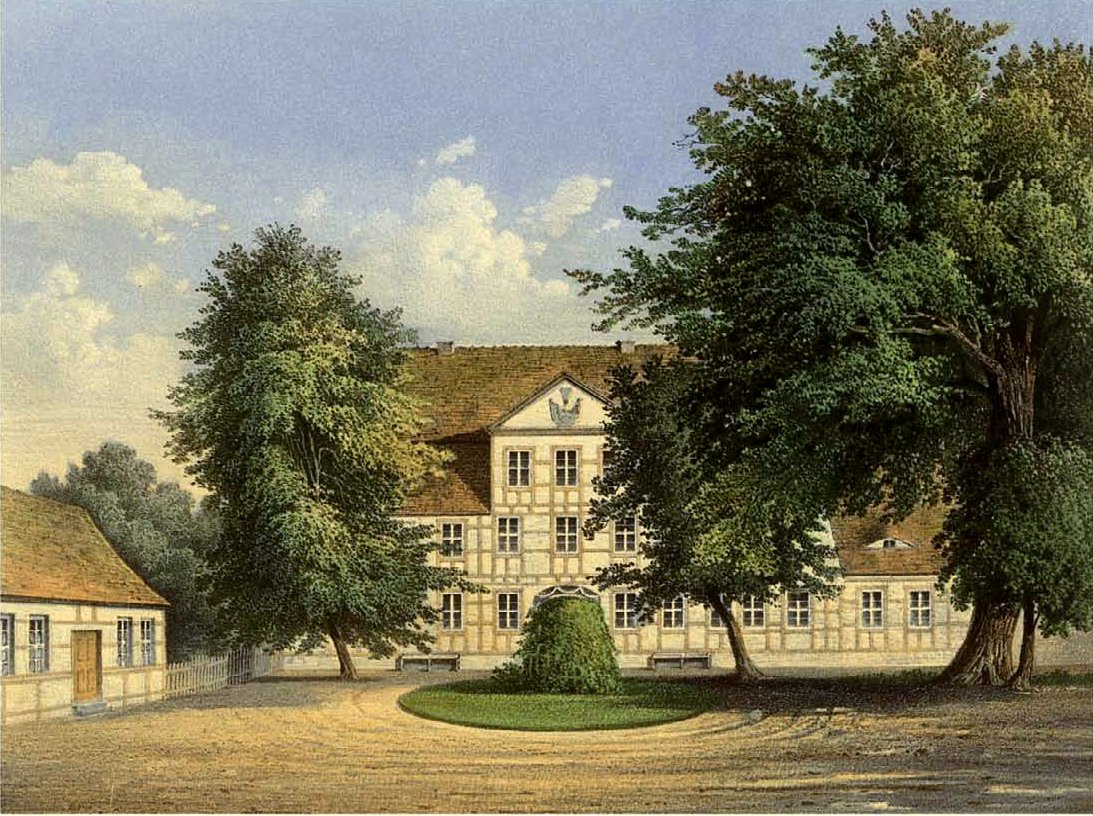
Basenthin, Kreis Cammin i. Pom. (idag Bodzęcin[förtydliga]), ca 1860.
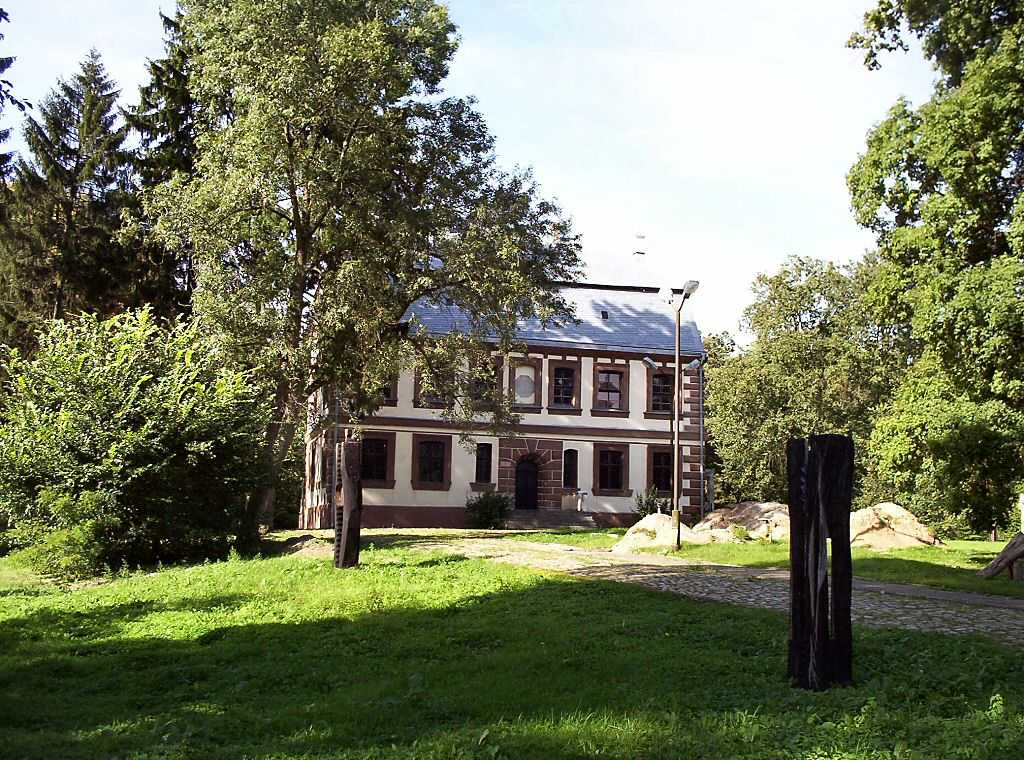
Böck, Kreis Cammin i Pommern (idag: Buk (Przybiernów)).
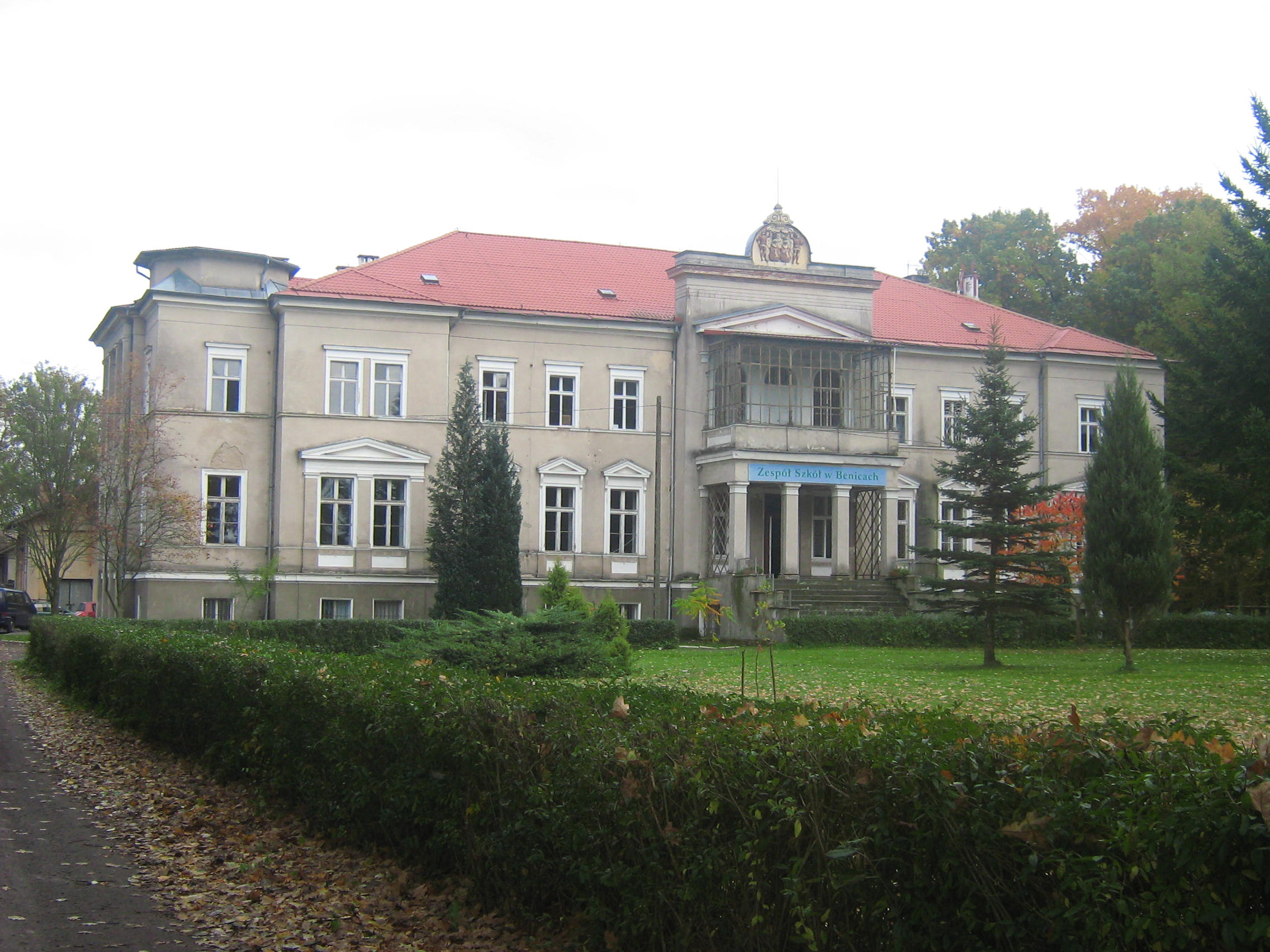
Benz, Kreis Cammin i Pomern (idag: Benice).
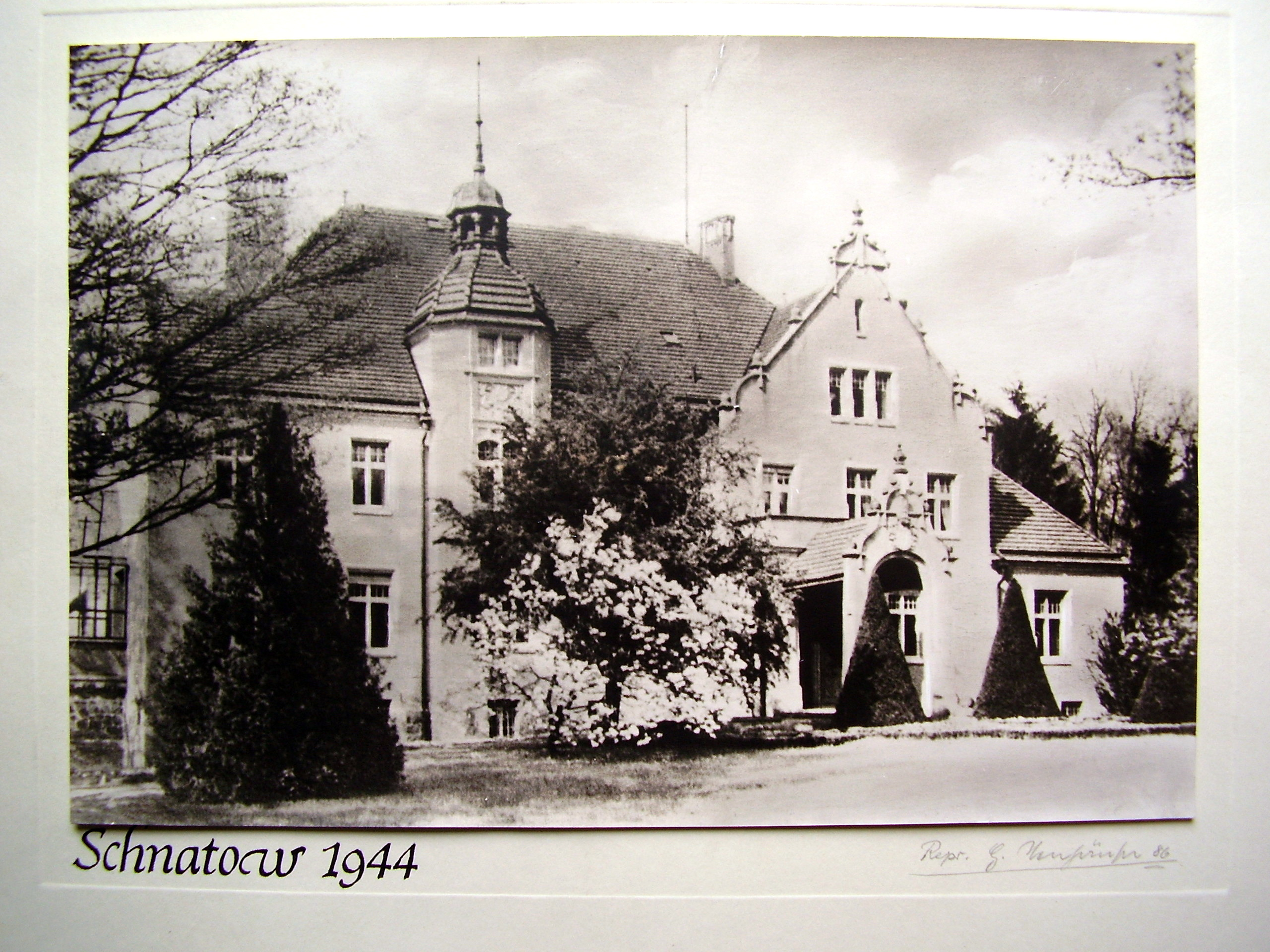
Schnatow, Kreis Cammin i Pommern (idag Śniatowo).
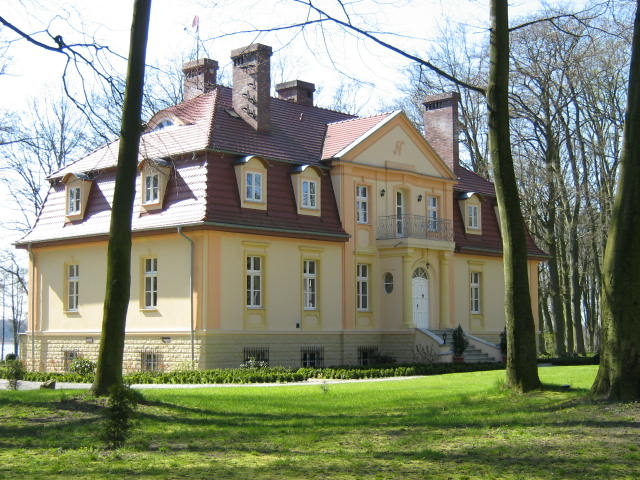
Martenthin, Gemeinde Tessin, Kreis Cammin i Pommern (idag: Mierzęcin).
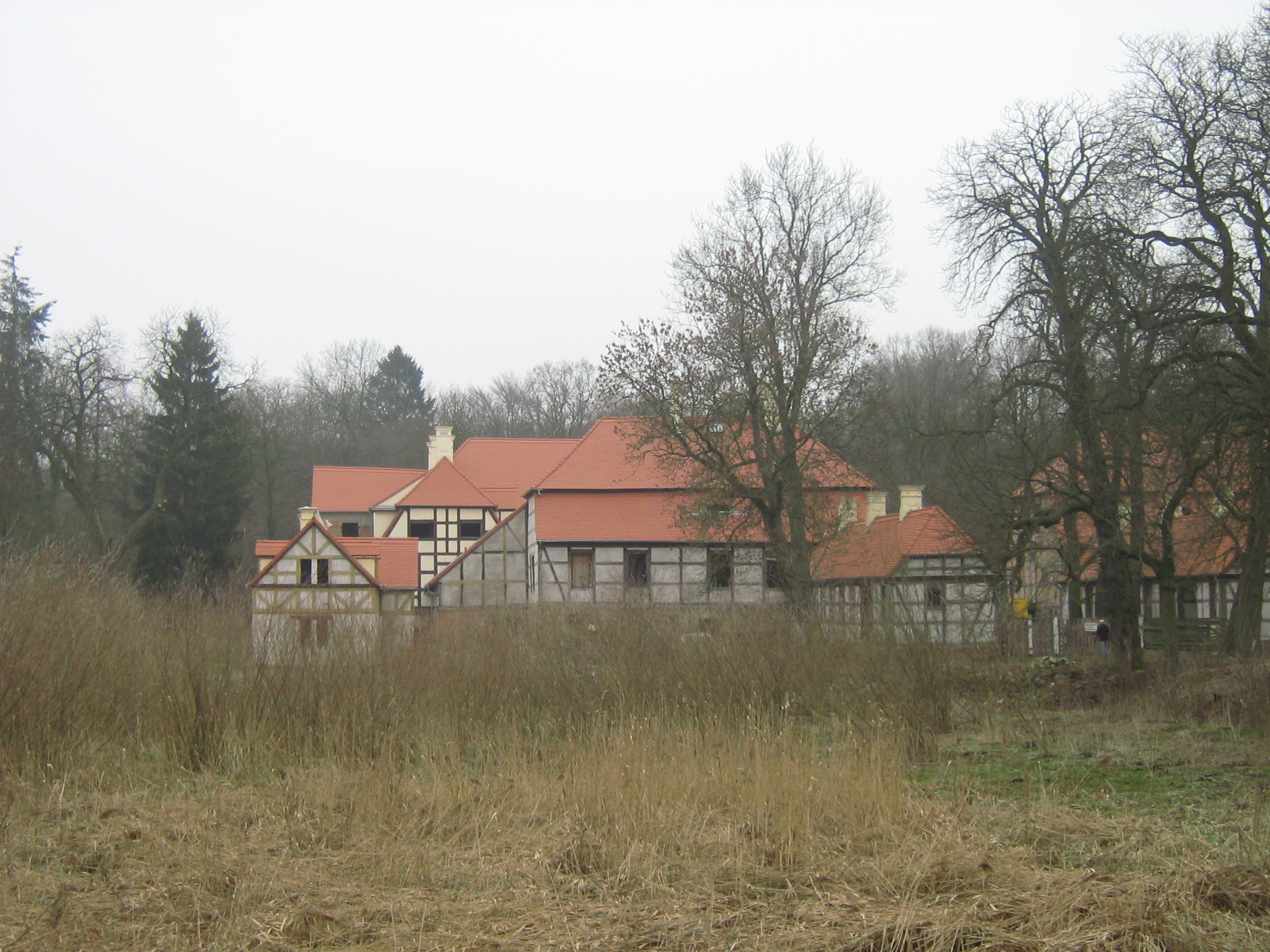
Schwirsen, Kreis Cammin i Pommern (idag: Świerzno).
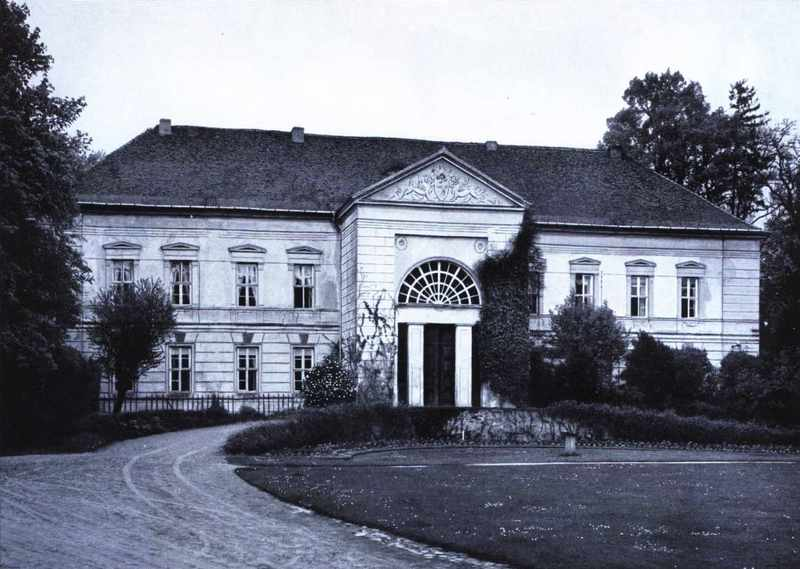
Schloss Buckow (Märkische Schweiz), byggt 1663, med fassad av Schinkel ca 1802, nerrivet 1948.
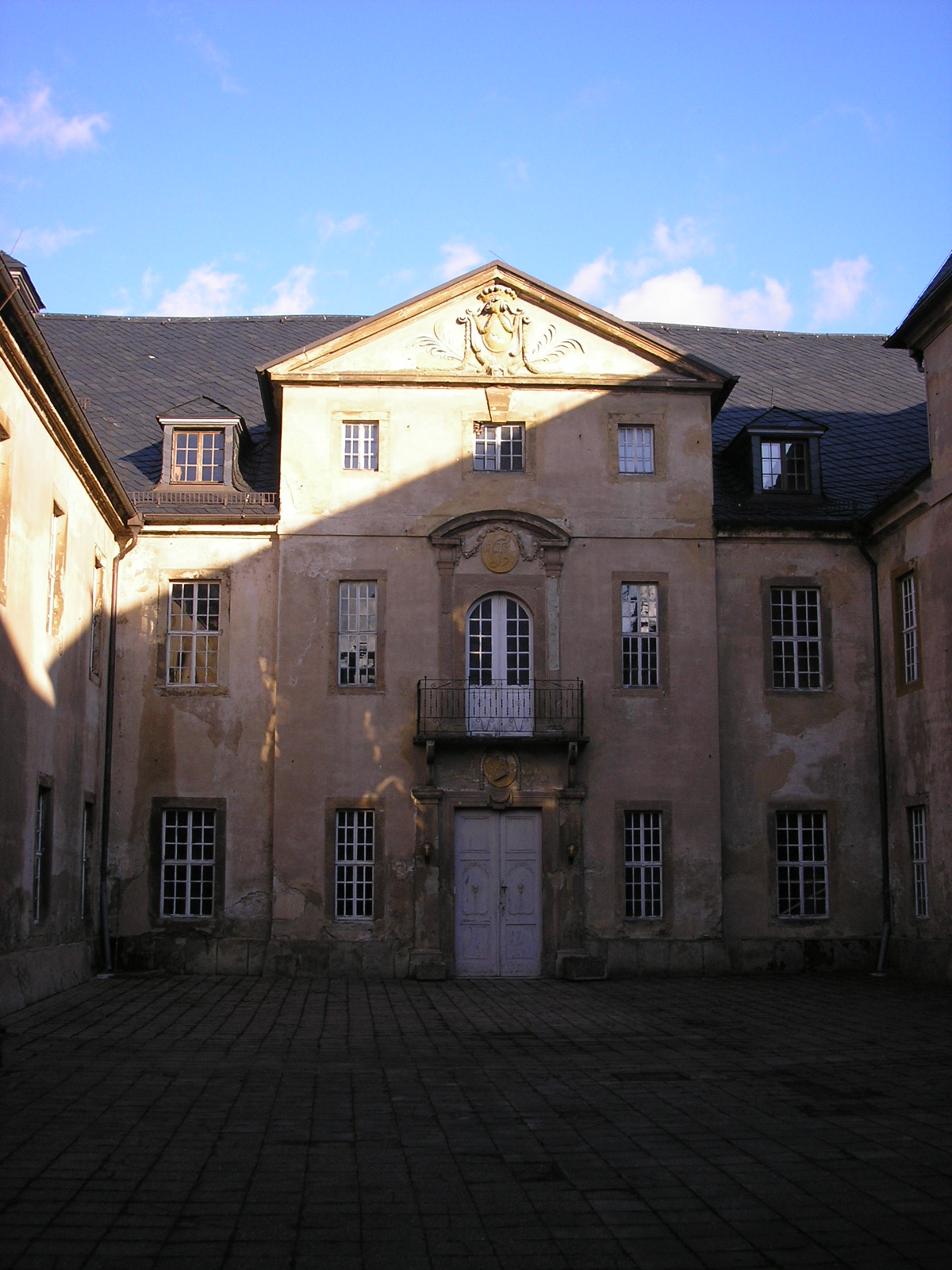
Schloss Crossen an der Elster i Thüringen.
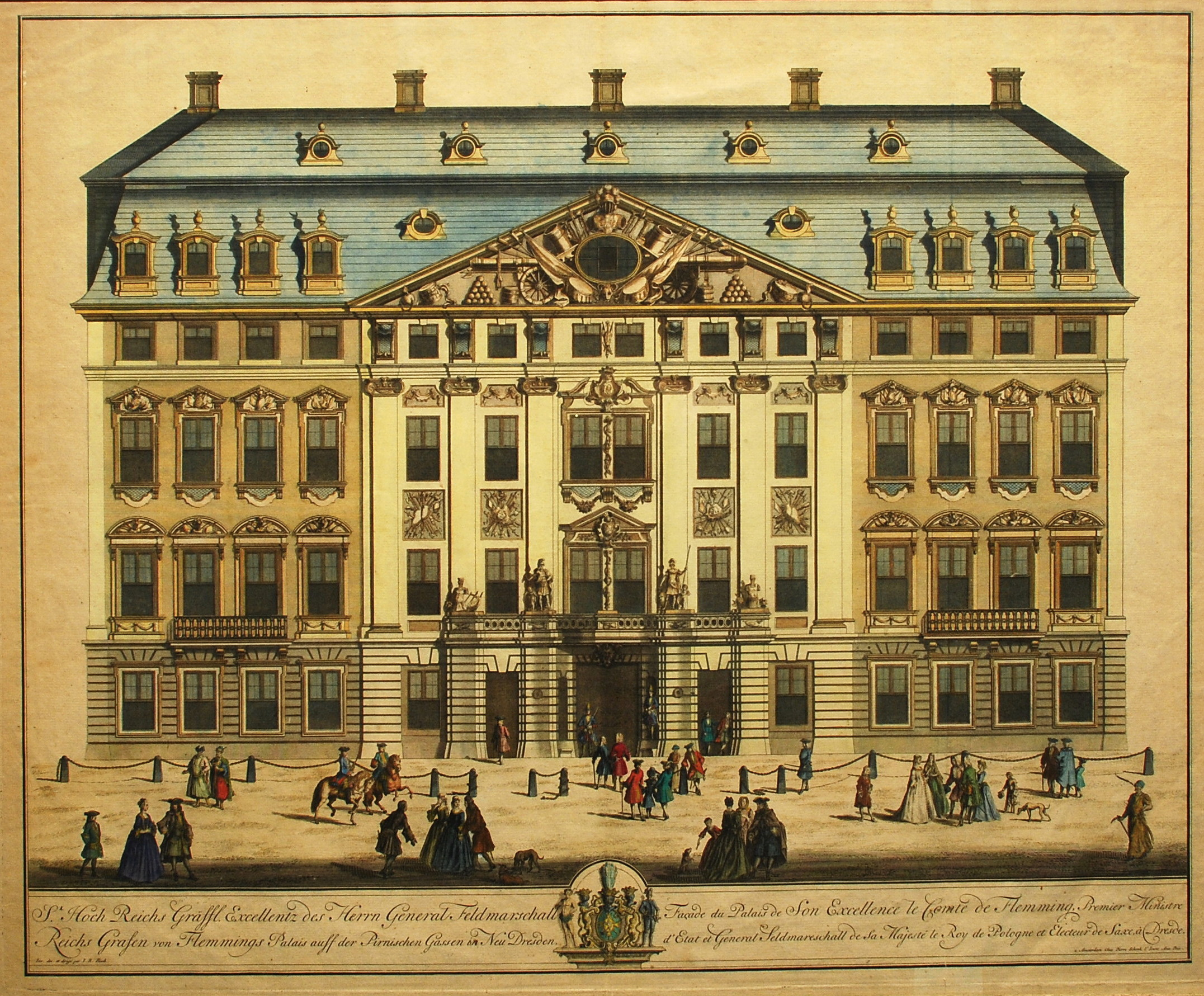
Palais Flemming i Dresden.